# Ернст (Шаумбург)
Ернст фон Холщайн-Шаумбург (на немски: Graf Ernst zu Holstein-Schaumburg, * 24 септември 1569 в Бюкебург, † 17 януари 1622 също там) е от 1601 г. управляващ граф на Шаумбург и Холщайн-Пинеберг. През 1619 г., след плащане на голям заем на император Фердинанд II, е издигнат на княз.
Той е най-малкият от петте синове на граф Ото IV от Шаумбург и Холщайн († 1576) и втората му съпруга Елизабет Урсула († 1586), дъщеря на херцог Ернст I фон Брауншвайг-Люнебург.
След смъртта на майка му той расте под опекунството на полубрат му граф Адолф XIV от Холщайн-Шаумбург. По финансови причини той отива да живее в Детмолд в двора на зет му граф Симон VI цур Липе и следва право от 1584 до 1586 г. в Хелмщет.
На 11 септември 1597 г. граф Ернст фон Холщайн-Шаумбург се жени в дворец Вилхелмсбург в Шмалкалден за Хедвиг (1569-1644), дъщеря на ландграф Вилхелм IV от Хесен-Касел и Сабина от Вюртемберг. Те живеят в Захсенхаген, където Ернст престорява водния дворец.
На 2 юли 1601 г. след смъртта на управляващия му брат Адолф и наследниците му, Ернст поема общото управление на графствата Холщайн и Шаумбург. Планува да премести управлението от Щатхаген в Бюкебург.
Той умира бездетен и е последван от далечния му братовчед Йобст Херман, едлер господар на Гемен.